# فيوتشوراما: نقاط بيندر الكبيرة
فيوتشوراما: نقاط بيندر الكبيرة (أو بيندر النقاط الكبيرة) (بالإنجليزية: Futurama: Bender's Big Score) هو فيلم رسوم متحركة امريكي تيلفزيوني خيال علمي كوميدي ومغامرات على أساس مسلسل الرسوم المتحركة فيوتشوراما، تم إصداره في الولايات المتحدة في 27 نوفمبر 2007 إلى جانب الافلام الأخرى من فيوتشوراما (التي تشمل الموسم الخامس من المسلسل)، ويتم إنتاج كل فيلم بمثابة 04 حلقات من الموسم، والفيلم من تأليف كين كيلر ومدته 86 دقيقة وبطولة بيلي ويست، كيتي ساغال، جون ديماغيو، لامار لورين توم.

## روابط خارجية
- فيوتشوراما: نقاط بيندر الكبيرة على موقع IMDb (الإنجليزية)
- فيوتشوراما: نقاط بيندر الكبيرة على موقع روتن توميتوز (الإنجليزية)
- فيوتشوراما: نقاط بيندر الكبيرة على موقع نتفليكس (الإنجليزية)
- فيوتشوراما: نقاط بيندر الكبيرة على موقع ألو سيني (الفرنسية)
- فيوتشوراما: نقاط بيندر الكبيرة على موقع أول موفي (الإنجليزية)
- فيوتشوراما: نقاط بيندر الكبيرة على موقع فيلمافينيتي (الإسبانية)
- فيوتشوراما: نقاط بيندر الكبيرة على موقع قاعدة بيانات الفيلم (الإنجليزية)
- فيوتشوراما: نقاط بيندر الكبيرة على موقع ليتربوكسد (الإنجليزية)
- فيوتشوراما: نقاط بيندر الكبيرة على موقع كينوبويسك (الروسية)